# Cao Ngọc Anh
Cao Ngọc Anh (1878-1970) là một nhà thơ Việt Nam ở thế kỷ XX.

## Thân thế
Bà tên thật là Cao Thị Hòa, sinh ngày 22 tháng 12 năm 1878 tại làng Thịnh Mỹ, nay thuộc xã Diễn Thịnh, huyện Diễn Châu, tỉnh Nghệ An. Thuở nhỏ, cha bà là Thượng thư bộ Học Cao Xuân Dục có đính ước thông gia với Cử nhân Lê Huy Nghiêm, cha họa sĩ tương lai Lê Văn Miến. Tuy nhiên, về sau ông Lê Văn Miến có gửi thư đề nghị bãi hôn do cảm thấy bất tương gia. Năm 19 tuổi, bà xuất giá lấy ông Nguyễn Duy Nhiếp làm kế thất, tức là về làm dâu quan Phụ chính Đại thần Nguyễn Trọng Hợp triều Thành Thái. Không may chồng mất sớm, bà ở vậy nuôi ba con. Một người anh trai của bà là Cao Xuân Tiếu từng làm đến chức Thượng thư Nhà Nguyễn.

## Đóng góp văn học
Tiếng tăm bà để lại là trong các áng thi văn đủ mọi thể loại bằng chữ Hán lẫn chữ Nôm: tứ tuyệt, thất ngôn, hát nói, văn tế và câu đối. Lời văn của bà trau chuốt, cổ kính, đượm nỗi buồn nhưng cũng có khi hóm hỉnh, được nhiều danh nhân như soạn giả Trần Trọng Kim ca ngợi. Bài văn tế "Khóc mẹ" của bà thì được soạn giả Dương Quảng Hàm chọn là bài văn tế tiêu biểu trong sách Quốc văn diễn nghĩa.
Năm 1953 bà vào Nam. Dù tuổi đã cao, bà cũng tiếp tục hoạt động văn chương trong hội "Quỳnh Giao" quy tụ các nữ sĩ đương thời tại Sài Gòn.
Năm 1961 thời Đệ Nhất Cộng hòa Bộ Thông tin có cho xuất bản tập tác phẩm của bà với tựa Khuê sầu thi thảo. Tập này năm 1964 lại được tái bản. Năm 1999 cuốn này lại được con cháu bà cho in lại ở Canada, lần này có cả phần chữ Nho và chữ Nôm do Nguyễn Bá Triệu đảm nhiệm.
Trong sách Hương sắc quê mình của Lãng Nhân chép giai thoại của phụ nữ Việt Nam cổ kim thì bà là một trong số 30 nhân vật được liệt danh.
Bà mất ngày 14 tháng 10 năm 1970 tại Sài Gòn.

## Vài bài thơ tiêu biểu
| Con ghẻ (thất ngôn) Cái ghẻ, mày ơi! Tớ bảo này Sao mày quanh quẩn mãi chi đây Trước còn ăn hết làn da mỏng Sau lại dùi vô tấm thịt dầy Sâu trắng độc ngầm không kẻ biết Nước vàng chảy mãi có ai hay? Nhân ngôn móng chó chưa nhằm mặt Phải có diêm sinh để trị mày. Đáp lại những ai cho là ngạo đời (thất ngôn) Ai bảo là ta tính ngạo đời Khinh đời vẫn khó, há rằng chơi Khinh người lắm của còn ham của Khinh kẻ cao ngôi chẳng xứng ngôi Khinh gái chung tình, chung cửa miệng Khinh trai ái quốc, ái đầu môi Có khinh chăng nữa là khinh thế Nào dám khinh đâu khắp mọi người. | Nhớ quê hương (hát nói) Mưỡu: Hỏi ai gây việc chiến tranh Non sông xẻ nửa gánh tình chia đôi Vầng trăng vằng vặc giữa trời Nhớ quê muôn dặm nhớ người nghìn xưa Hát nói: Trăng thanh gió mát tựa bên lầu Ngâm hát một mình chơi Đầu non xa thoang thoảng hương mai Niềm tâm sự biết cùng ai giải tỏ Lâu thượng nhất huỳnh tùy nguyệt độ Liêm tiền số điểm họa phong ca Đoái non sông Nùng, Nhị xa xa Chòm mây trắng ấy nhà ta đó nhỉ Ai tri kỷ, biết ai là tri kỷ Trên từng mây lơ lửng chị Hằng Nga Một trăng với lại một ta! |